# Feliz (singolo)
Feliz è una canzone della cantante portoricana Kany García. È il primo singolo estratto dal suo secondo album Boleto de entrada.

## Video
Il video musicale i Feliz è stato girato in alcune città di New York, tra cui Williamsburg, una delle aree più artistiche e popolari di Brooklyn. Il video è pieno di effetti animati e colori luminosi, l'ambiente ideale per la canzone. È stato girato in stop-motion e inizia con Kany che lascia l'appartamento, camminando per le strade di New York, poi la si vede prendere la metropolitana, girare per i vicoletti e pattinare nel Bridge Park di Brooklyn.